# Munchovo muzeum
Munchovo muzeum (norsky Munch-museet) je muzeum umění v norském Oslu zaměřené na dílo a život norského výtvarného umělce Edvarda Muncha.
Muzeum bylo otevřeno v roce 1963 k příležitosti výročí sta let od narození umělce. Založení muzea bylo financováno ze zisku městských kin v Oslu. Sbírky muzea obsahují dílo, které odkázal sám Munch Oslu, díla, která darovala jeho sestra Inger a další díla získaná obchodem, popřípadě reprodukcí. To v celku znamená, že muzeum vlastní přes polovinu maleb z umělcova díla a alespoň jednu reprodukci z každé jeho grafiky. Vlastní přes 1200 maleb, 18 000 tisků, šest soch, také 2240 knih a další předměty. Součástí muzea je vzdělávací a restaurátorské oddělení.

## Budova
Stará budova muzea byla navržena architekty Gunnarem Fougnerem a Einarem Myklebustem. K výrazné renovaci a rozšíření došlo v roce 1994 u výročí padesáti let od umělcovy smrti. Na této renovaci a rozšíření se výrazně podílel architekt Einar Myklenbust.
Plánovalo se, že v roce 2013 bude dokončena nová budova od španělského architektonického studia Herreros Arquitectos, na nábřeží v nově zastavěné oblasti Bjørvika, kde již stojí nová Opera v Oslu. Otevření této nové budovy Munchova muzea se nakonec, po různých průtazích, plánuje na jaro 2021.